# Beale Peak
Beale Peak är en bergstopp i Antarktis. Den ligger i Östantarktis. Australien gör anspråk på området. Toppen på Beale Peak är 1 663 meter över havet.
Terrängen runt Beale Peak är huvudsakligen kuperad, men åt nordväst är den platt. Terrängen runt Beale Peak sluttar söderut. Trakten är obefolkad. Det finns inga samhällen i närheten. 